# Darco

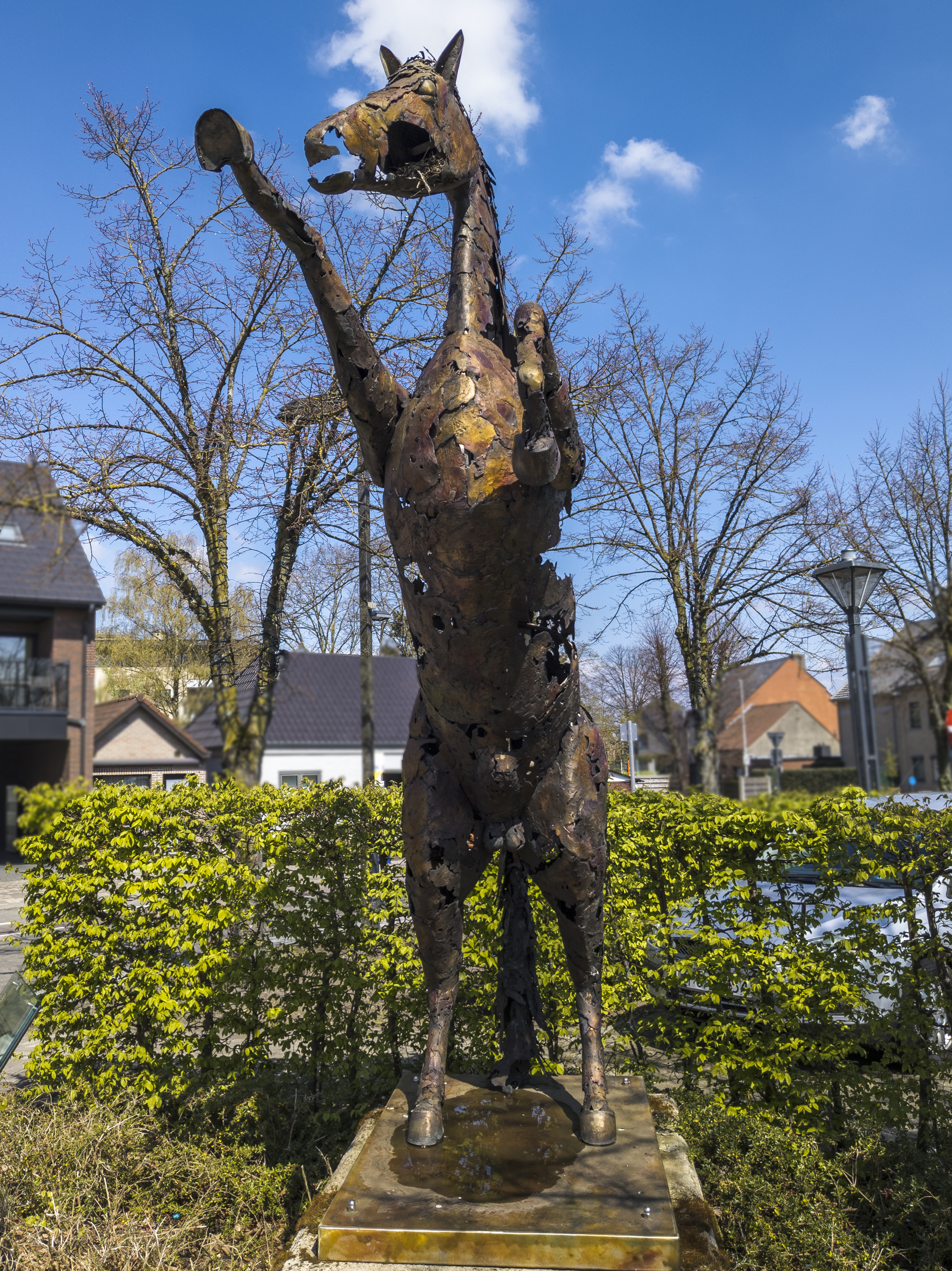
Darco door Leo Camps

Darco (12 juni 1980 - 19 juni 2006) was een beroemde Belgische hengst en springpaard dat grote successen behaalde in zijn lange carrière. Vooral met ruiter Ludo Philippaerts die met Darco op de Olympische Zomerspelen van 1992 een zevende plaats wist te verkrijgen.
De hengst viel meervoudig in de prijzen op Europese en wereldwedstrijden. 
Darco, een van de beste nakomelingen van zowel Lugano van La Roche (vader) als van Codex (grootvader langs moederszijde), is met zijn ruiter Ludo Philippaerts de ambassadeur van het Belgisch Warmbloed Paardenstamboek te noemen. Hij was zeer succesvol in de springsport. 
Darco kreeg rond zijn 25e verjaardag (in maart 2005) een bronzen standbeeld in zijn woonplaats. Darco was met pensioen en stond op stal in het Lindenhof (ook Darco-hof genoemd) te Peer (België). Op 19 juni 2006 liet men de hengst 'inslapen' vanwege een dijbeenbreuk. Darco had ca. 3500 afstammelingen en behoort daarmee tot de hengsten met de meeste nakomelingen.